# 張世昌 (編劇)
張世昌，現為無綫電視編劇、編審。在無綫擔任《痞子殿下》等作品編劇，於2019年被升任編審，首部編審劇集為《木棘証人》。

## 編審／編劇列表

### 電視劇（無綫電視）
- 2014年：《大藥坊》編劇、《寒山潜龙》編劇
- 2015年：《鬼同你OT》編劇
- 2016年：《巨輪2》編劇
- 2017年：《迷》編劇
- 2018年：《兄弟》編劇、《大帥哥》編劇
- 2020年：《十八年後的終極告白》編劇、《木棘証人》編審
- 2021年：《異搜店》編審
- 2022年：《回歸》編審+編劇、《痞子殿下》編審+编劇（與關頌玲合作）
- 2025年：《痞子無間道》編審+編劇（與關頌玲合作）[1]
- 籌備中：《璀璨之城》編審

### 電視劇（其他）
- 2003：《倩女幽魂》編審